# 蘇克薩哈
蘇克薩哈（转写：Suksaha；？—1667年），那拉氏，满洲正白旗人。或稱蘇克沙哈。康熙帝親政之前的四位辅政大臣之一，後為鳌拜所害，絞死。

## 簡介
父苏纳，葉赫貝勒金台石同族。
蘇克薩哈原本依附多爾袞，是順治帝於1661年臨終前，委派輔助康熙帝的四位辅政大臣之一，四位辅政大臣依序為：索尼、蘇克薩哈、鄂必隆以及鳌拜。蘇克薩哈曾在康熙帝年幼還尙未即位时，以辅政大臣身份，斬殺鄭芝龍。
後蘇克薩哈深得康熙帝信任。康熙六年（1667年）大臣索尼死後，蘇克薩哈便上疏請求解除「第一辅政大臣」的职務，願往遵化守護顺治帝陵寢。這個舉動別有意味，那就是既然蘇克薩哈已經卸任，鰲拜就無理由再繼續出任輔政大臣，必須讓康熙帝親政。
鳌拜最後用言論诬陷苏克萨哈“背负先帝”、“别怀异心”，以24項罪名逼令康熙將蘇克萨哈處死。康熙帝不同意，認為“核议未当，不许所请”，鳌拜竟要脅康熙帝執行，最後苏克萨哈被处绞刑。